# Щербаков Михайло Костянтинович
Миха́йло Костянти́нович Щербако́в (рос. Михаил Константинович Щербаков, 27 березня 1963, Обнінськ, Калузька область) — російський поет, автор і виконавець пісень.
Пише пісні з 1978 року. Живе в Москві з 1982 року. Закінчив філологічний факультет МДУ в 1988 році. З того часу — професійний автор-виконавець.
Виступає на концертах соло (з акустичною гітарою), або за участі Михайла Стародубцева (акустична гітара, бек-вокал), з яким співпрацює із середини 1980-х. Всі записи також робляться за участі Стародубцева, переважно під синтезатор (із середини 1990-х). Продюсер і звукооператор — Ігор Гризлов. Щербаков іноді бере участь в записах та концертах Юлія Кіма.

## Дискографія
А) «Номерні альбоми» (видані в першій половині 1990-х тільки на касетах, майже весь матеріал згодом було перезаписано і видано на CD):
- 1 — пісні 1981—85 рр., запис 1985 г.
- 2 — пісні 1983—86 рр., записи початку 90-х
- 3 — пісні 1987—90 рр., записи початку 90-х
- 4 — пісні 1988—90 рр., записи початку 90-х
- 5 — пісні 1991—93 рр., записи середини 90-х
- 6 — пісні 1989—94 рр., записи середини 90-х
- 7 — пісні 1993—94 рр., записи середини 90-х
- 8 — пісні 1982—95 рр., записи середини 90-х

Б) Диски середини 1990-х (майже весь матеріал згодом було перезаписано чи перевидано на інших альбомах)
- Вишнёвое варенье (1994) — пісні 1983-88 рр., запис 1990 р. (© ГП фирма «Мелодия»), акустика
- Другая жизнь (1994) — пісні 1986-94 рр., записи 1993—94 рр.
- Балаган 2 (1996) — пісні 1983-93 рр., запис 1996 р. (© «Отделение ВЫХОД»), акустика
- Город Город (1996) — пісні 1993-95 рр., записи 1994-95 рр.
- Это должно случиться (1996) — пісні 1986—94 рр., записи 1992—95 рр.
- Заклинание (1996) — пісні 1982—95 рр., записи 1992—95 рр.
- Воздвиг я памятник (1996) — пісні 1985—91 рр., запис 1996 р.
- Целое лето (1997) — пісні 1995—96 рр., запис 1996 р.

В) Альбоми з новим матеріалом (під синтезатор)
- Ложный шаг (1999) — пісні 1997—98 рр., запис 1998 р.
- Deja (2000) — пісні 1998—2000 рр., запис 1999—2000 рр.
- Если (2003) — пісні 1999—2002 рр., запис 2002 р.
- Райцентр (2006) — пісні 2003—2005 рр., запис 2005 р.

Г) Архивні записи
- Шансон (1999) — пісні 1981-83 рр., записи 1983—85 рр., видано Ігорем Гризловим
- Ковчег неутомимый 1 (2001) — пісні 1983-90 рр., записи 1987-90 рр., акустика
- Ковчег неутомимый 2 (2001) — пісні 1983-90 рр., запис 1990 р., акустика
- Балаган 2 (2001), перевидання альбому «Балаган 2» (1996) з бонус-треком (6 пісень, запис 1996 р.)

Д) Нові записи старих пісень (під синтезатор, окрім альбому «Избранное, часть 2»)
- Избранное, часть 1 (1999) — пісні 1982—96 рр., запис 1999 р.
- Избранное, часть 2 (2000) — пісні 1983—99 рр., запис 2000 р., акустика
- Once (2002) — нова версія альбому «Город Город», з бонус-треком (1 пісня), запис 2001 р.
- Пешком с востока (2004) — пісні 1982—1995 рр., записи 1999 р. (з альбому «Избранное, часть 1») і 2003 р.
- Предположим (2004) — пісні 1982—1995 рр., записи 1999 р. (з альбому «Избранное, часть 1») і 2003 р.
- Целое лето (2005) — нова версія альбому, запис 2004—2005 р., з бонус-треком (3 інструментальні композиції, перероблені з пісень 1980—1984 рр.)

У 2003 р. також видано збірку Щербакова в серії «Российские барды» (MOROZ RECORDS), із записів з альбомів «Избранное, часть 1», «Once», «Ложный шаг», «Deja».

## Цікаве
У пісні Щербакова «Коллаж» другий голос (Михайло Стародубцев) співає українську народну пісню «Ішло дівча лучками…»  [Архівовано 2 лютого 2007 у Wayback Machine.]